# Karlo Lanza
Karlo Lanza (en italien Carlo Lanza di Casalanza), né le 3 novembre 1778 à Roccasecca et mort le 29 janvier 1834 à Split, est un homme politique dalmate originaire d'Italie, qui a servi comme maire de Split.

## Biographie
Né à Roccasecca d'une ancienne famille noble de Lanza di Casalanza, il est médecin.

## Source de la traduction
- (en) Cet article est partiellement ou en totalité issu de l’article de Wikipédia en anglais intitulé « Karlo Lanza » (voir la liste des auteurs).